# Gft-bak

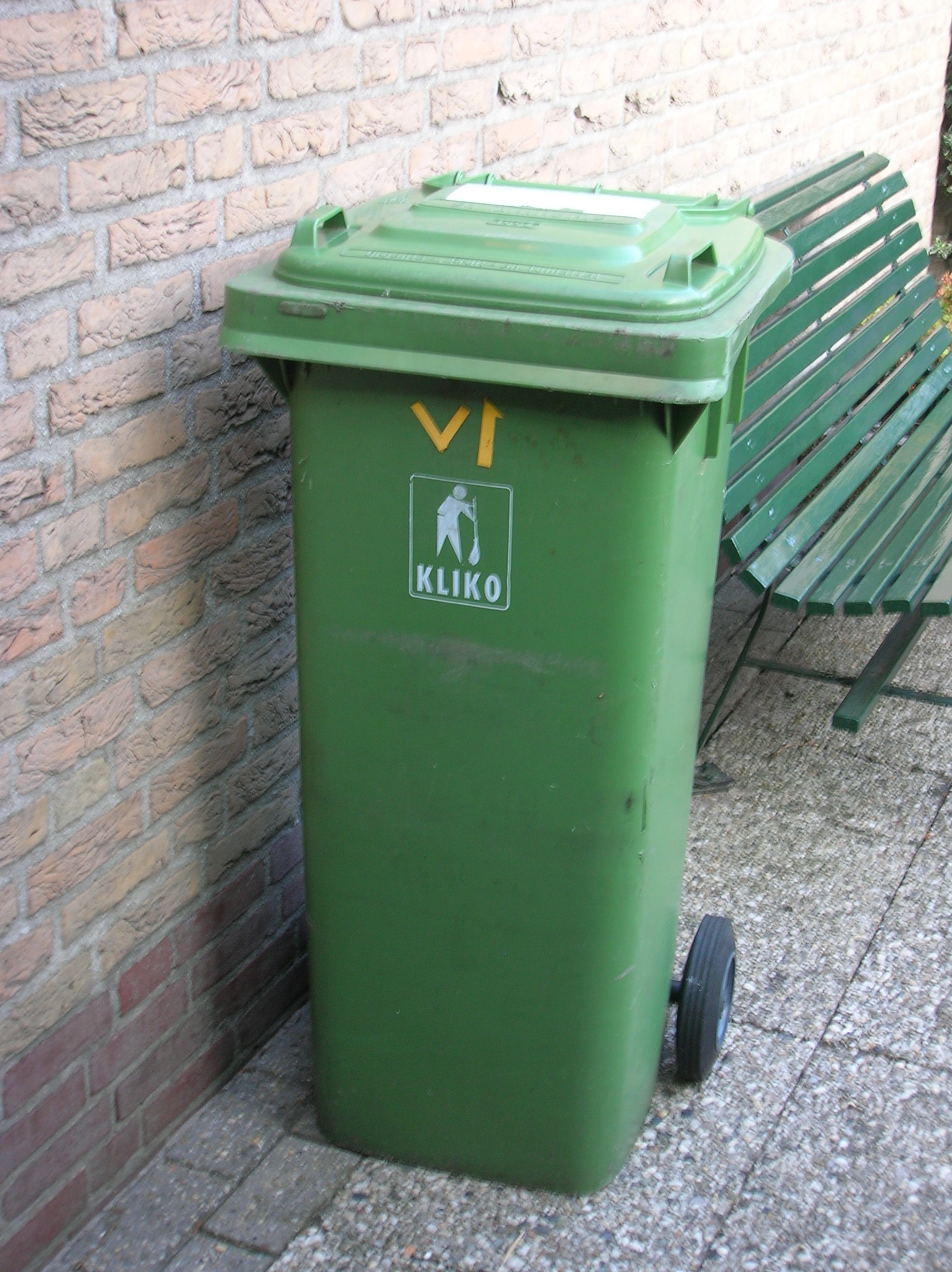
Een groene minicontainer voor gft-afval

Een gft-bak, biobak of groenbak is een doorgaans van overheidswege verstrekte groene minicontainer voor het ophalen van groente-, fruit- en tuinafval (gft). 
Het meest gebruikte model van 140 liter is hiernaast afgebeeld. Toch worden ze in verschillende maten geleverd, van 10 tot 240 liter. Sommige gemeenten verstrekken in plaats van een groenbak een duobak waarin twee compartimenten afvalscheiding mogelijk maken. Het gft-afval wordt gedeeltelijk tot compost verwerkt of vergist om energie op te wekken. 
Met harde wind gebeurt het wel dat zij van hun plaats waaien. Vaak wordt in gft-bakken het verkeerde afval gestort, zoals bioplastic en kattenbakkorrels. Ongeveer 5% van het ingezamelde gft-afval wordt hierdoor afgekeurd.

## Gebruik
Onderstaande overzicht van Milieu Centraal is een goede richtlijn om te zorgen voor een zuivere gft-afvalstroom:
| Wel gft-afval                                                | Geen gft-afval                                          |
| ------------------------------------------------------------ | ------------------------------------------------------- |
| Aardappelschillen                                            | As uit de asbak, open haard of barbecue                 |
| Bloemen en (kamer)planten                                    | Dode (huis)dieren                                       |
| Doppen van pinda's en noten                                  | Haren van mens en dier                                  |
| Eierschalen                                                  | Kattenbakkorrels                                        |
| Etensresten (gekookt, gebakken, rauw)                        | Kauwgom                                                 |
| Gft-zakken                                                   | Kunstmest                                               |
| Kaaskorsten zonder plastic                                   | Kaaskorsten met plastic                                 |
| Keukenpapier, tissues en wc-papier (ongekleurd en onbedrukt) | Lucifers                                                |
| Koffiedik en koffiefilters (maar geen koffiepads)            | Luiers (horen bij het restafval)                        |
| Kurken                                                       | Oasis (steekschuim voor bloemstukken e.d.)              |
| Mest van kleine huisdieren (cavia, konijn)                   | Papier (een beetje om schillen in te pakken mag wel)    |
| Olie en vet (maar lever frituurvet gescheiden in)            | Theezakjes en koffiepads (losse thee en koffie mag wel) |
| Schelpen (bijvoorbeeld van mosselen), visgraten en botjes    | Poep van honden en katten (i.v.m. ziektekiemen)         |
| Schillen van groente en fruit                                | Sigarettenpeuken en -as                                 |
| Tuin- en snoeiafval (klein gemaakt)                          | Vogelkooizand                                           |
| Tuin- en potgrond (in beperkte mate)                         | Zand                                                    |
|                                                              | Bioplastic met OK compostlogo of Kiemplantlogo          |
|                                                              | Boomstronken en dikke takken                            |

## Productie
Bijna alle onderdelen van een gft-bak worden gemaakt door spuitgieten. Daarna worden de verschillende onderdelen samengevoegd.